# Општине Црне Горе
Списак јединица локалне самоуправе у Црној Гори:

## Списак општина
- Главни град Подгорица
- Пријестоница Цетиње
- Општина Андријевица
- Општина Бар
- Општина Беране
- Општина Бијело Поље
- Општина Будва
- Општина Гусиње
- Општина Даниловград
- Општина Жабљак
- Општина Зета
- Општина Колашин
- Општина Котор
- Општина Мојковац
- Општина Никшић
- Општина Петњица
- Општина Плав
- Општина Плужине
- Општина Пљевља
- Општина Рожаје
- Општина Тиват
- Општина Тузи
- Општина Улцињ
- Општина Херцег Нови
- Општина Шавник

## Хронологија
Године 1945. Црна Гора је законом територијално подјељена на 3 града: Никшић, Подгорицу и Цетиње (имали су статус Среских народних одбора), 17 срезова и 294 мјесна народна одбора и мјесна градска народна одбора који су били у саставу срезова.
Већ 1946. године смањен је број срезова на 14, а број мјесних народних одбора и мјесних градских народних одбора на 180.
Године 1947. статус града су добила и Пљевља (и има их укупно 4), број срезова је смањен на 13, а број мјесних народних одбора, мјесних народних одбора варошица и мјесних народних одбора вароши (у саставу срезова) на 145.
Наредне 1948. укида се 7 мјесних народних одбора и формира 2 нова.
Током 1949. године смањује се број мјесних народних одбора за још 3, а Бар, Бијело Поље, Даниловград, Иванград, Колашин, Котор, Улцињ и Херцегнови постају Градови у саставу срезова.
Током 1951. године сви градови улазе у састав срезова осим Титограда који је ван среза као Народни одбор града Титограда, такође се укида један мјесни народни одбор.
1952. године доношењем Закона о подјели Народне Републике Црне Горе на срезове, градове и општине формира се 10 срезова и Град Титоград (у рангу среза), 84 општине од којих су 9 биле градске општине.
1955. године доношењем Закона о подручју срезова и општина у Народној Републици Црној Гори образује се 5 срезова са 36 општина које су биле у њиховом саставу.
Године 1957. број општина се смањује на 28, а крајем исте године је донијет закон о укидању срезова од 1. јануара 1958. године.
1960. године доношењем Закона о подјели Народнеој Републике Црне Горе на општине број општина је смањен на 20 и оваква територијална организација ће остати непромјењена наредних 30 година.
1990. године је поново формирана општина Андријевица (Сл. Лист СРЦГ 45/1990), а промјена је званично заживјела 1. јула 1991. године.
2005. године доношењем Закона о Главном граду формиране су градске општине Голубовци и Тузи.
2013. године је формирана општина Петњица.
2014. године је формирана општина Гусиње.
2018. године је формирана општина Тузи.
2022. године је формирана општина Зета.

## Статистика (2023)
| #  | Грб | Општина               | Сједиште    | Површина | Површина | Становништво | Становништво | Густина | Густина | Етничка већина     | Језичка већина      | Вјерска већина |
| #  | Грб | Општина               | Сједиште    | км²      | #        | укупно       | #            | по км²  | #       | Етничка већина     | Језичка већина      | Вјерска већина |
| -- | --- | --------------------- | ----------- | -------- | -------- | ------------ | ------------ | ------- | ------- | ------------------ | ------------------- | -------------- |
| 1  |     | Општина Андријевица   | Андријевица | 283      |          | 3,910        |              | 14      |         | Срби (67,25%)      | српски (75,55%)     | православље    |
| 2  |     | Општина Бар           | Бар         | 598      |          | 45,812       |              | 77      |         | Црногорци (42,26%) | црногорски (40,25%) | православље    |
| 3  |     | Општина Беране        | Беране      | 544      |          | 24,645       |              | 45      |         | Срби (59,82%)      | српски (69,15%)     | православље    |
| 4  |     | Општина Бијело Поље   | Бијело Поље | 924      |          | 38,662       |              | 42      |         | Срби (43,13%)      | српски (48,15%)     | православље    |
| 5  |     | Општина Будва         | Будва       | 122      |          | 27,445       |              | 225     |         | Срби (35,79%)      | српски (43,73%)     | православље    |
| 6  |     | Пријестоница Цетиње   | Цетиње      | 899      |          | 14,494       |              | 16      |         | Црногорци (91,07%) | црногорски (85,77%) | православље    |
| 7  |     | Општина Даниловград   | Даниловград | 501      |          | 18,617       |              | 37      |         | Црногорци (57,31%) | српски (50,64%)     | православље    |
| 8  |     | Општина Гусиње        | Гусиње      | 157      |          | 3,933        |              | 25      |         | Бошњаци (57,13%)   | босански (50,77%)   | ислам          |
| 9  |     | Општина Херцег Нови   | Херцег Нови | 235      |          | 30,824       |              | 131     |         | Срби (48,34%)      | српски (57,25%)     | православље    |
| 10 |     | Општина Колашин       | Колашин     | 897      |          | 6,700        |              | 7       |         | Црногорци (52,07%) | српски (58,25%)     | православље    |
| 11 |     | Општина Котор         | Котор       | 335      |          | 22,746       |              | 68      |         | Црногорци (46,43%) | српски (43,63%)     | православље    |
| 12 |     | Општина Мојковац      | Мојковац    | 367      |          | 6,728        |              | 18      |         | Црногорци (54,01%) | српски (57,08%)     | православље    |
| 13 |     | Општина Никшић        | Никшић      | 2,065    |          | 65,705       |              | 32      |         | Црногорци (59,46%) | српски (49,48%)     | православље    |
| 14 |     | Општина Петњица       | Петњица     | 173      |          | 4,957        |              | 29      |         | Бошњаци (83,96%)   | босански (62,09%)   | ислам          |
| 15 |     | Општина Плав          | Плав        | 328      |          | 9,050        |              | 28      |         | Бошњаци (65,64%)   | босански (60,53%)   | ислам          |
| 16 |     | Општина Плужине       | Плужине     | 854      |          | 2,177        |              | 3       |         | Срби (74,46%)      | српски (84,47%)     | православље    |
| 17 |     | Општина Пљевља        | Пљевља      | 1,346    |          | 24,134       |              | 18      |         | Срби (66,41%)      | српски (72,92%)     | православље    |
| 18 |     | Главни град Подгорица | Подгорица   | 1,441    |          | 179,505      |              | 125     |         | Црногорци (54,54%) | српски (44,81%)     | православље    |
| 19 |     | Општина Рожаје        | Рожаје      | 432      |          | 23,184       |              | 54      |         | Бошњаци (84,66%)   | босански (74,05%)   | ислам          |
| 20 |     | Општина Шавник        | Шавник      | 553      |          | 1,569        |              | 3       |         | Црногорци (53,82%) | српски (54,88%)     | православље    |
| 21 |     | Општина Тиват         | Тиват       | 46       |          | 16,338       |              | 355     |         | Срби (34,47%)      | српски (39,15%)     | православље    |
| 22 |     | Општина Тузи          | Тузи        | 236      |          | 12,979       |              | 55      |         | Албанци (62,55%)   | албански (60,25%)   | ислам          |
| 23 |     | Општина Улцињ         | Улцињ       | 255      |          | 20,507       |              | 80      |         | Албанци (73,53%)   | албански (74,28%)   | ислам          |
| 24 |     | Општина Зета          | Голубовци   | 153      |          | 16,071       |              | 105     |         | Црногорци (49,81%) | српски (63,79%)     | православље    |
| 25 |     | Општина Жабљак        | Жабљак      | 445      |          | 3,569        |              | 9       |         | Црногорци (50,43%) | српски (61,00%)     | православље    |

## Карта
Карта општина Црне Горе 2025. године.

## Будућност
Такође, постоје приједлози за формирање општина: Сутоморе, Петровац на Мору и Грбаљ.